# Communauté de communes du Pays Belmontais (Aveyron)
Pour les articles homonymes, voir Communauté de communes du Pays Belmontais (Sarthe).
La communauté de communes du Pays Belmontais est une ancienne communauté de communes française, située dans le département de l'Aveyron.

## Historique
Elle nait le 1er janvier 2003. Elle fusionne le 1er janvier 2017 avec la communauté de communes du Rougier de Camarès et la communauté de communes du Pays Saint-Serninois au sein de la communauté de communes Monts, Rance et Rougier.

## Territoire communautaire

### Composition
Elle était composée des communes suivantes :
| Nom                       | Code Insee | Gentilé        | Superficie (km2) | Population (dernière pop. légale) | Densité (hab./km2) |
| ------------------------- | ---------- | -------------- | ---------------- | --------------------------------- | ------------------ |
| Belmont-sur-Rance (siège) | 12025      | Belmontais     | 44,19            | 1 018 (2014)                      | 23                 |
| Mounes-Prohencoux         | 12192      | Moucoussois    | 37,62            | 185 (2014)                        | 4,9                |
| Murasson                  | 12163      | Murassonois    | 40,25            | 184 (2014)                        | 4,6                |
| Rebourguil                | 12195      | Rebourguilois  | 35,31            | 288 (2014)                        | 8,2                |
| Saint-Sever-du-Moustier   | 12249      | Saint-Severais | 26,03            | 224 (2014)                        | 8,6                |

## Administration

### Siège
Le siège était situé à Belmont-sur-Rance.

### Présidence
| Période | Période       | Identité      | Étiquette | Qualité                                                                        |
| ------- | ------------- | ------------- | --------- | ------------------------------------------------------------------------------ |
| 2003    | décembre 2016 | Monique Alies | DVD       | Maire de Belmont-sur-Rance, conseiller général du canton de Belmont-sur-Rance. |